# Asif Mohiuddin

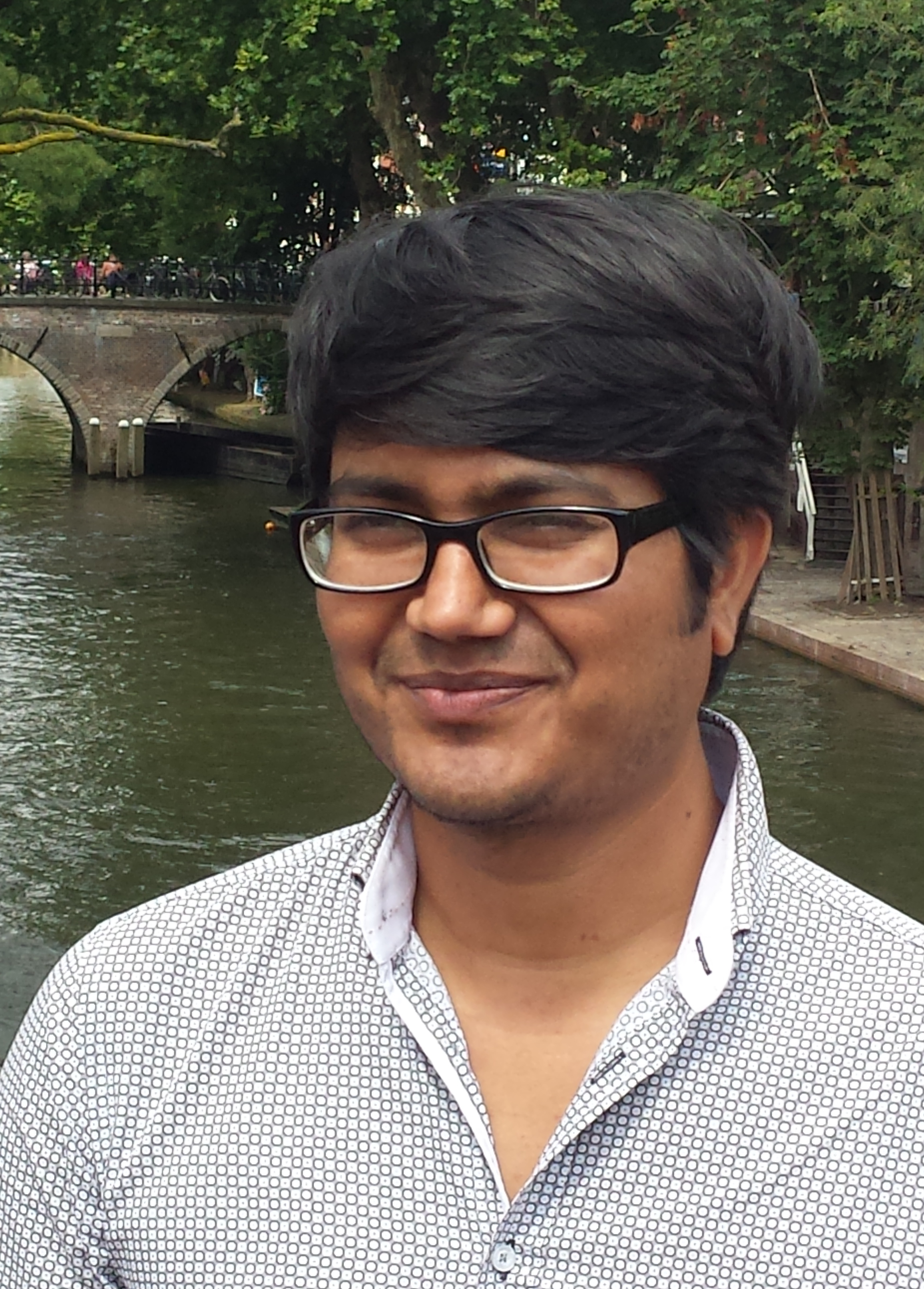
Tal Asif Mohiuddin i Utrecht (engelsk):

Asif Mohiuddin är en bangladeshisk bloggare som skriver om religiös fundamentalism, utbildning, religiösa institutioner, kvinnodiskriminering och sharia. Han är ateist. Hans blogg har censurerats, och han hotas av 14 års fängelsestraff. 14 januari 2013 knivhöggs han i Dhaka. Han har flyttat till Tyskland.